# Catholic Club of the City of New York
Der Catholic Club of the City of New York war eine soziale karitative Einrichtung katholischer Ausrichtung in New York City.
1863 schlossen sich Alumni des College of Francis Xavier zu einem katholischen Verein – Xavier Union – zusammen, um sich sozialen und karitativen Projekten zu widmen. Geleitet wurde dieser Club von Reverend P. F. Dealy, S.J., der sich bei dessen Gründung auf die Vorarbeiten seines Amtskollegen John Larkin, S.J. berufen konnte, als er ihn offiziell am 13. März 1871 der Öffentlichkeit vorstellte.
Mit Wirkung vom 28. März desselben Jahres wurde Joseph Thoron, S.J. zum ersten Präsidenten gewählt und durch dessen Fürsprache übernahm ab dem darauffolgenden Jahr Erzbischof John McCloskey die offizielle Schirmherrschaft und infolgedessen stand diese Einrichtung bis heute unter dem Schutz des jeweils amtierenden Erzbischofs von New York.
Mit Wirkung vom 1. Januar 1888 wurde die Bezeichnung Xavier Union in Catholic Club of the City of New York geändert.